# Droszewo
Droszewo [pronunciación en polaco: /drɔˈʂɛvɔ/] (en alemán: Kunzkeim) es un pueblo ubicado en el distrito administrativo de Gmina Biskupiec, dentro del Condado de Olsztyn, Voivodato de Varmia y Masuria, en Polonia del norte. Se encuentra aproximadamente a 8 kilómetro al noroeste de Biskupiec y a 29 kilómetros al noreste de la capital regional Olsztyn.
Antes de 1945, el área fue parte de Alemania (Prusia Oriental).
El pueblo tiene una población de 288 habitantes.